# Paul Bergner
Paul Bergner (* 1939 in Dresden) ist ein deutscher Autor und ehemaliger Angehöriger der bewaffneten Organe der DDR.

## Leben

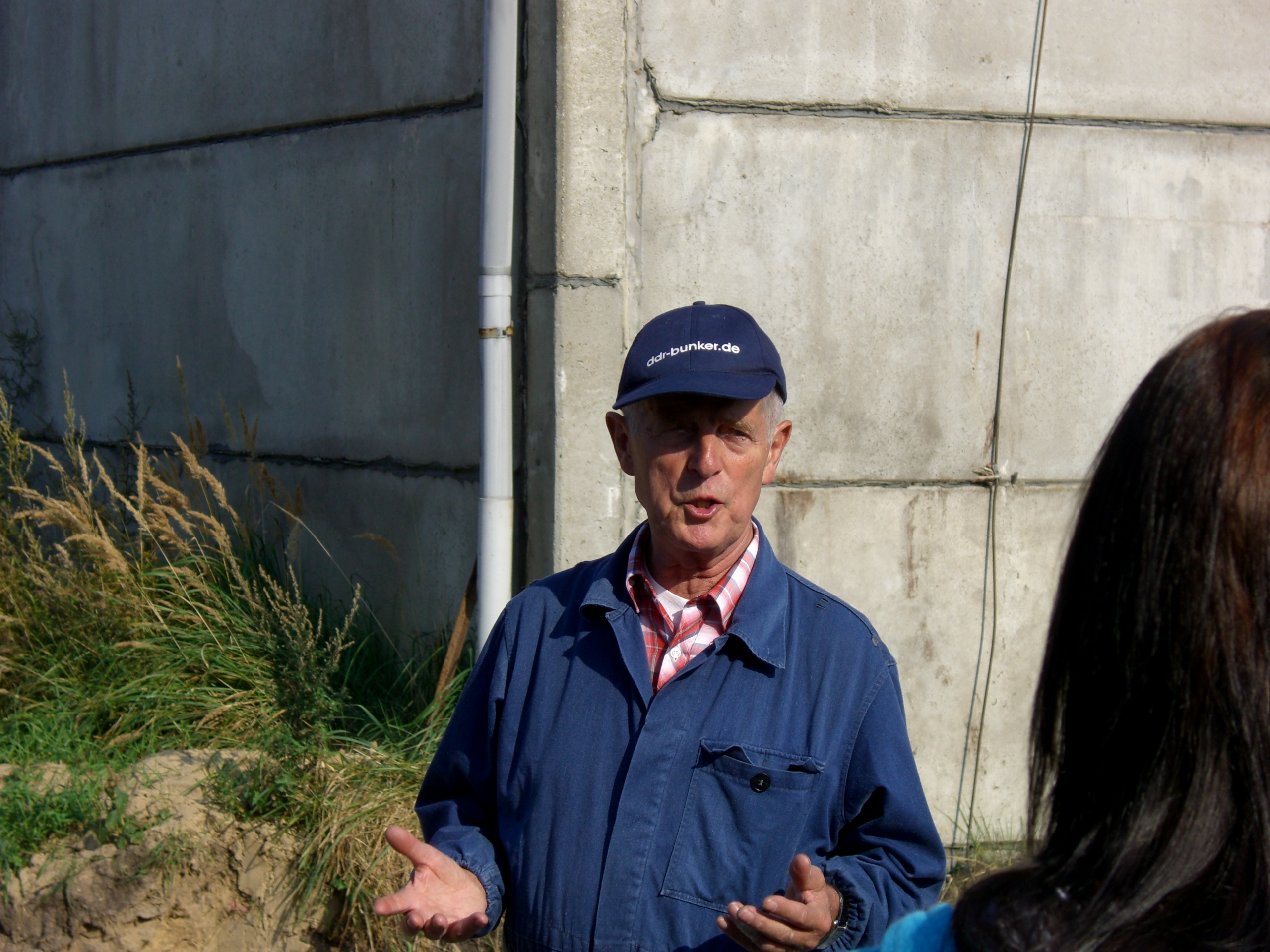
Paul Bergner bei einer Bunkerführung im September 2009

Paul Bergner wurde 1939 in Dresden geboren. Nach eigenen Angaben in seinen Publikationen, besuchte er von 1945 bis 1953 die 48. Grundschule in Dresden und machte bis 1955 eine Lehre als Maurer. Nach einer zweijährigen Tätigkeit in diesem Beruf begann ab 1957 seine Laufbahn als Angehöriger der bewaffneten Organe der DDR in mehreren Dienststellungen und auf unterschiedlichen Dienststellen, bis ins Jahr 1990. Auch durch anderer Quellen belegbare Verwendungen waren dabei: Bereitschaftspolizei des MdI, Offiziersschüler NVA  Panzeroffiziersschule Großenhain, Artillerieoffizier 11. VP-Bereitschaft Magdeburg, Abwehroffizier des Ministeriums für Staatssicherheit und Diplomjurist. Ab 1990 war er, ebenfalls nach eigenen Angaben, u. a. als Gartenarbeiter in der Waldsiedlung tätig, und absolvierte eine Ausbildung zum Wirtschaftskaufmann für Handwerksbetriebe und zum Steuerfachgehilfen. Parallel dazu recherchiert und publiziert Bergner nachweislich seit 1990 zu den Themenkomplexen „Unterbringung, Sicherung und Betreuung der führenden Repräsentanten der DDR und ihrer ausländischen Gäste“ und „Die Bunkerbauten als spezifische Erscheinungsform des Kalten Krieges in Ost und West“ und betreibt diesbezüglich eine Webseite. Er wirkte diesbezüglich auch als Fachberater und Experte an mehreren TV-Produktion, beispielsweise des MDR, mit.
Paul Bergner wohnt im Berliner Umland im Wandlitzer Ortsteil Basdorf. Er ist verheiratet und hat zwei Kinder.

## Trivia
- In Medienberichten wird Paul Bergner oft als „Bunker-Papst“ bezeichnet.[10][11][12]

## Werke
- Paul Bergner: Kurzauskünfte zur Geschichte 01 – Die Waldsiedlung. 26. Auflage. FB-Verlag, Basdorf (Copyright 1991).
- Paul Bergner: Kurzauskünfte zur Geschichte 02 – Objekt 16/102 „FLUGWETTERSTATION“ (FWS). FB-Verlag, Basdorf (Copyright 2007).
- Paul Bergner: Kurzauskünfte zur Geschichte 03 – Bunker für den Kalten Krieg in Thüringen „Objekt Trachtenfest“. FB-Verlag, Basdorf (Copyright 2008).
- Frank und Paul Bergner: Kurzauskünfte zur Geschichte 06 – Später Schutz für ein DENK -  mal Die Waldsiedlung. FB-Verlag, Basdorf, ISBN 1-141-72725-0, S. 34 (Copyright 2017).
- Paul Bergner: Kurzauskünfte zur Geschichte 05  -  50 Jahre  Gefechtsstand der 1. LVD. FB-Verlag, Basdorf 2013 (Copyright 2013).
- Paul Bergner: Die Waldsiedlung – Ein Sachbuch über Wandlitz. 6. Auflage. FB-Verlag, Basdorf 2016 (FBV 01 / 06).
- Paul Bergner: Atombunker – Kalter Krieg  – Programm Delphin. Auf den Spuren der Bunkerbauten für den Kalten Krieg. Heinrich-Jung-Verlagsgesellschaft, Zella-Mehlis u. a. 2007, ISBN 978-3-930588-78-7.
- Paul Bergner: Befehl „Filigran“ – Auf den Spuren interessanter Bunker. Die Bunker des „Komplexes 5000“ und weitere bedeutsame Anlagen. 6. veränderte Auflage. FB-Verlag, Basdorf 2008, ISBN 978-3-930588-85-5 (FBV 02 / 06).